# Gmina Czchów
Die Gmina Czchów ist eine Stadt-und-Land-Gemeinde im Powiat Brzeski der Woiwodschaft Kleinpolen in Polen. Ihr Sitz ist die gleichnamige Kleinstadt mit 2375 Einwohnern (2016).

## Geographie

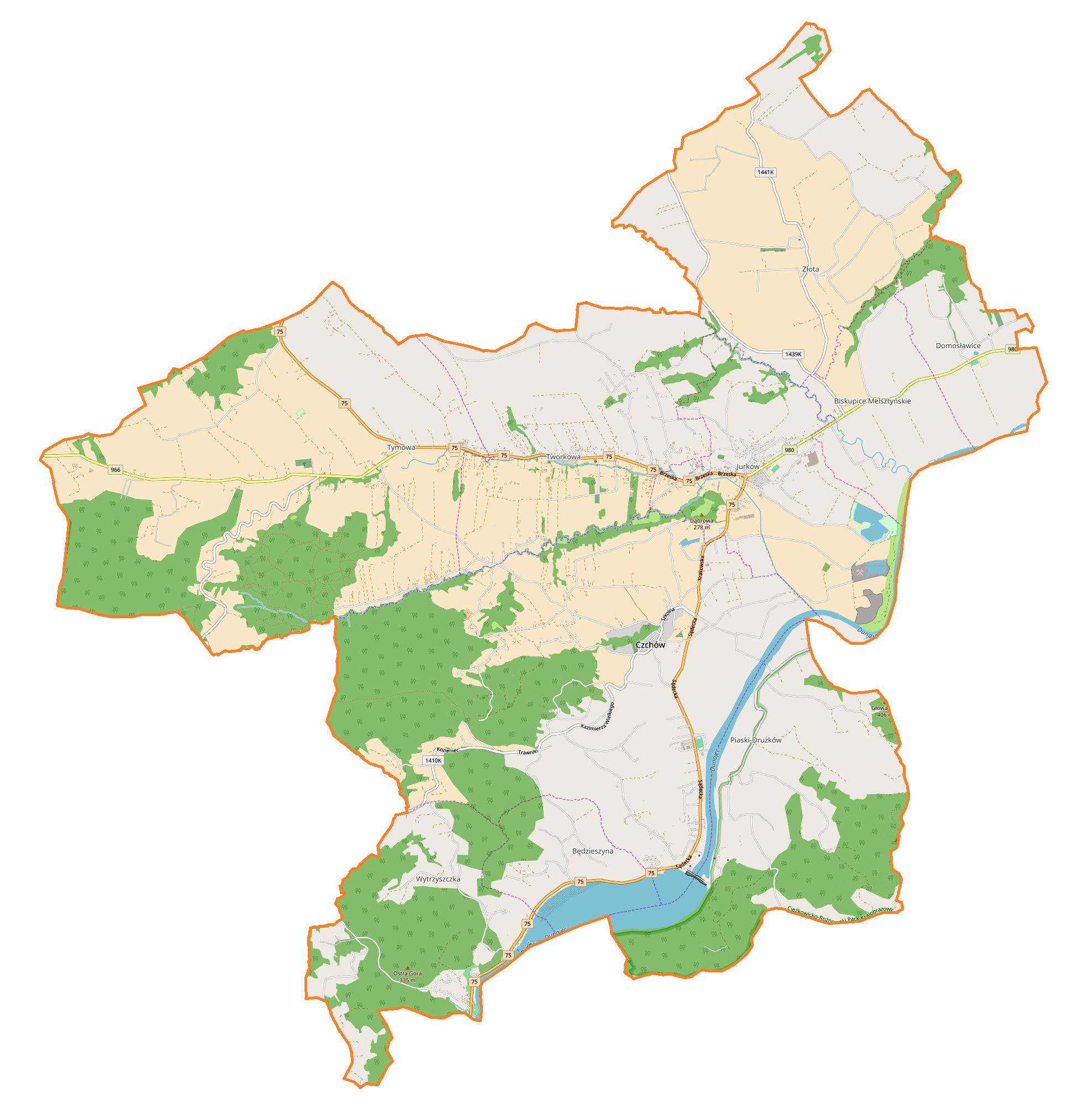
Karte der Landgemeinde

Die Gemeinde hat eine Fläche von 66,47 km² und liegt im Süden Polens, etwa 50 Kilometer nördlich der slowakischen Grenze. Wichtigstes Gewässer ist der Fluss Dunajec.
Nachbargemeinden sind Dębno, Gnojnik, Gródek nad Dunajcem, Iwkowa, Lipnica Murowana, Łososina Dolna und Zakliczyn.

## Geschichte
Von 1954 bis 1961 gehörte das Gemeindegebiet zur Gromada Filipowice.
Zum 1. Januar 2000 erhielt Czchów das 1928 verlorene Stadtrecht zurück und die Gemeinde bekam ihren heutigen Status.

## Gliederung
Die Stadt-und-Land-Gemeinde (gmina miejsko-wiejska) Czchów besteht aus der namengebenden Stadt und folgenden Dörfern mit Schulzenämtern:
Biskupice Melsztyńskie, Będzieszyna, Domosławice, Jurków, Piaski-Drużków, Tworkowa, Tymowa, Wytrzyszczka und Złota zur Gemeinde.

## Verkehr
Durch die Gemeinde und ihren Hauptort verläuft die Landesstraße 75 von Brzesko nach Nowy Sącz. Der nächste internationale Flughafen ist Krakau-Balice, der etwa 60 Kilometer westlich liegt.